# 1984 na música

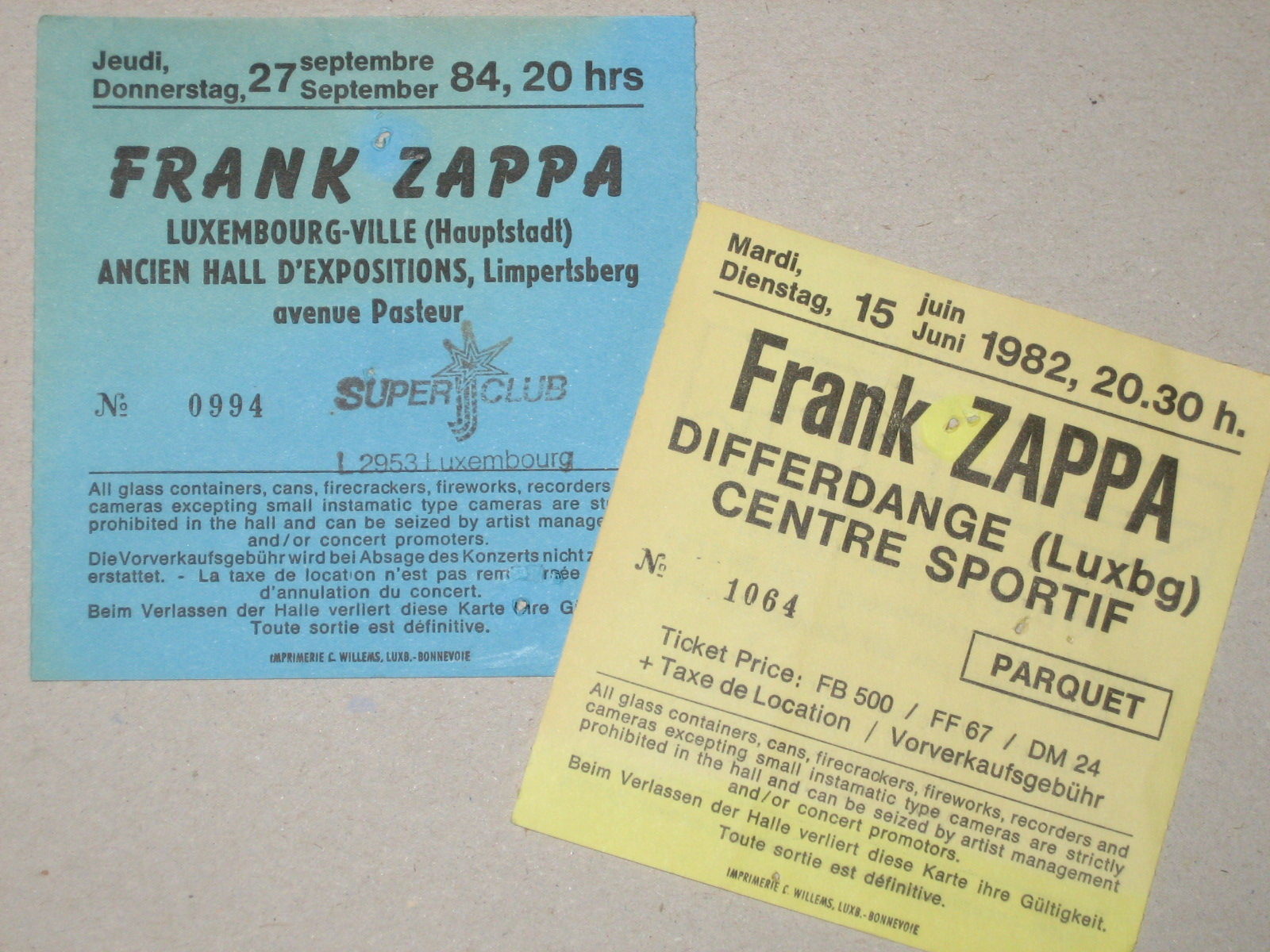
Entréestickete vun den 2 Concerten, déi de Frank Zappa zu Lëtzebuerg ginn huet (Privatsammlung).

## Eventos
- Em 9 de Janeiro é lançado o álbum 1984 da banda californiana Van Halen, que trouxe o maior hit carreira do grupo, "Jump" e outros sucessos como "Panama", "Hot For Teacher" e "I'll Wait".
- Seu Espião, álbum de estreia do Kid Abelha, é lançado em 7 de Fevereiro. "Pintura Íntima", "Como Eu Quero" e "Fixação", foram hits no Brasil.
- Em 27 de fevereiro a banda britânica Queen lança o álbum The Works, composto por várias canções que se tornaram hits na carreira do grupo, que trouxe a banda de volta ao sucesso que havia diminuído devido ao fracasso do álbum Hot Space, de 1982.
- Em 28 de fevereiro Michael Jackson atinge o recorde de 8 Grammys pelo álbum Thriller de 1982, incluindo "Álbum do Ano"; "Gravação do Ano", com "Beat It"; "Composição do Ano", com "Billie Jean"; e "Produtor Musical do Ano".
- Em 6 de julho tem início a Victory Tour, dos Jacksons. A turnê marcou a despedida de Michael Jackson do grupo e a reaproximação de Jermaine, que não cantava com os irmãos há 8 anos.
- Em 9 de agosto a banda Iron Maiden inicia a World Slavery Tour que vai ate 5 de julho de 1985 e foi uma das maiores tournês da história do rock.
- Em 3 de setembro é lançado o disco de Heavy metal dos Iron Maiden, Powerslave.
- No dia 14 de setembro o primeiro MTV Video Music Awards é realizado no Radio City Music Hall, New York.
- Em 14 de setembro Madonna, no primeiro VMA, protagoniza a histórica performance na canção Like a Virgin, vestida de noiva.
- Madonna lança o álbum Like a Virgin, considerado um best-seller de 1984.
- Em 10 de agosto Prince lança Purple Rain.
- No dia 30 de outubro o álbum Thriller, de Michael Jackson, recebe o vigésimo disco de platina nos Estados Unidos e entra para o livro Guinness dos Recordes como o mais vendido da história.
- A banda de Thrash metal norte-americana Metallica lança o seu segundo álbum de estúdio, Ride the Lightning, no dia 27 de julho
- Em 25 de novembro 36 artistas pop de top do Reino Unido e Irlanda juntam-se num estúdio em Notting Hill para formar a Band Aid e gravam o single Do They Know It's Christmas?, com o objectivo de angariar fundos para as vítimas da fome na Etiópia.
- A banda U2 lança o seu quarto álbum The Unforgettable Fire, com a música "Pride (in the name of love)".
- Alex González entra para o grupo mexicano Sombrero Verde aos 15 anos como baterista, substituindo Abraham Calleros. O conjunto viria a se tornar Maná adiante.
- Os germânicos Scorpions lançam o álbum Love at First Sting, contendo o super sucesso "Still Loving You".
- A banda Red Hot Chili Peppers edita o seu 1° álbum: The Red Hot Chili Peppers.
- Cyndi Lauper ganha o Grammy pelo videoclipe Girls Just Wanna Have Fun.
- Surge a banda infantil Trem da Alegria.
- A banda rock UHF lança o single de originais Puseste o Diabo em Mim.[1]
- É lançado o conto musical Abbacadabra de tributo ao grupo ABBA, em versão portuguesa, pela editora Orfeu - Rádio Triunfo.[2]
- Marina Lima lança o disco Fullgás.
- Lulu Santos estoura nas rádios com a canção "O último romântico".

## Nascimentos
| Data            | Nome                   | Profissão                                       | Nacionalidade              | Observações | Ref |
| --------------- | ---------------------- | ----------------------------------------------- | -------------------------- | ----------- | --- |
| 17 de janeiro   | Calvin Harris          | DJ, Produtor músical, compositor e cantor       | Escócia                    |             |     |
| 6 de fevereiro  | Piret Järvis           | cantora e guitarrista                           | Estónia                    |             |     |
| 18 de fevereiro | Lina                   | cantora e atriz, ex The Grace, ex Isak N Jiyeon | Coreia do Sul              |             |     |
| 26 de fevereiro | Natalia Lafourcade     | cantora                                         | México                     |             |     |
| 6 de março      | Viviane Batidão        | cantora-compositora e dançarina                 | Brasil                     |             |     |
| 20 de março     | Christy Carlson Romano | atriz e cantora                                 | Estados Unidos             |             |     |
| 31 de março     | Jack Antonoff          | cantor, compositor, músico e produtor           | Estados Unidos             |             |     |
| 10 de abril     | Mandy Moore            | cantora e atriz                                 | Estados Unidos             |             |     |
| 11 de abril     | Junior Lima            | cantor e ator                                   | Brasil                     |             |     |
| 24 de abril     | Tyson Ritter           | cantor                                          | Estados Unidos             |             |     |
| 27 de abril     | Patrick Stump          | cantor                                          | Estados Unidos             |             |     |
| 24 de maio      | Simone Mendes          | cantora                                         | Brasil                     |             |     |
| 26 de maio      | Ina Wroldsen           | cantora e compositora                           | Noruega                    |             |     |
| 26 de junho     | Luiza Possi            | cantora                                         | Brasil                     |             |     |
| 4 de julho      | Jin Akanishi           | cantor e ator                                   | Japão                      |             |     |
| 7 de julho      | Marie-Mai              | cantora                                         | Canadá                     |             |     |
| 13 de agosto    | James Morrison         | cantor                                          | Inglaterra                 |             |     |
| 20 de agosto    | Carminho               | cantora                                         | Portugal                   |             |     |
| 21 de agosto    | Alizée                 | cantora                                         | França                     |             |     |
| 28 de agosto    | Paula Fernandes        | cantora e compositora                           | Brasil                     |             |     |
| 9 de setembro   | Felipe Pezzoni         | cantor                                          | Brasil                     |             |     |
| 16 de setembro  | Katie Melua            | cantora                                         | Geórgia                    |             |     |
| 17 de setembro  | De La Ghetto           | cantor                                          | Estados Unidos/ Porto Rico |             |     |
| 27 de setembro  | Avril Lavigne          | cantora                                         | Canadá                     |             |     |
| 28 de setembro  | Melody Thornton        | cantora                                         | Estados Unidos             |             |     |
| 4 de outubro    | Lena Katina            | cantora                                         | Rússia                     |             |     |
| 11 de outubro   | Jane Zhang             | cantora                                         | China                      |             |     |
| 15 de outubro   | Jessie Ware            | cantora                                         | Reino Unido                |             |     |
| 25 de outubro   | Katy Perry             | cantora e compositora                           | Estados Unidos             |             |     |
| 9 de novembro   | Delta Goodrem          | cantora e atriz                                 | Austrália                  |             |     |
| 9 de novembro   | French Montana         | rapper                                          | Estados Unidos/ Marrocos   |             |     |
| 18 de novembro  | Johnny Christ          | baixista                                        | Estados Unidos             |             |     |
| 22 de novembro  | Scarlett Johansson     | cantora e atriz                                 | Estados Unidos             |             |     |
| 14 de Dezembro  | D'Black                | cantor                                          | Brasil                     |             |     |
| 22 de dezembro  | Basshunter             | cantor, produtor musical e DJ                   | Suécia                     |             |     |
| 30 de dezembro  | Andra Day              | cantora e compositora                           | Estados Unidos             |             |     |

## Mortes
| Data           | Nome              | Profissão           | Nacionalidade  | Observações | Ref | 1 de abril | Marvin Gaye | cantor e compositor | Estados Unidos | n. 1939 |  |
| 13 de abril    | Ralph Kirkpatrick | músico e musicólogo | Estados Unidos | n. 1911     |     |            |             |                     |                |         |  |
| 26 de abril    | Count Basie       | músico e compositor | Estados Unidos | n. 1904     |     |            |             |                     |                |         |  |
| 29 de abril    | Leny Eversong     | cantora             | Brasil         | n. 1920     |     |            |             |                     |                |         |  |
| 13 de junho    | António Variações | músico              | Portugal       | n. 1944     |     |            |             |                     |                |         |  |
| 12 de setembro | Ronaldo Resedá    | cantor              | Brasil         | n. 1945     |     |            |             |                     |                |         |  |